# Busan International Film Festival
Das Busan International Film Festival (BIFF, ehemals Pusan International Film Festival) ist ein jährlich im Oktober in Busan stattfindendes Filmfestival. Es sind die bedeutendsten Filmfestspiele Südkoreas und die größten in Asien. Bei rund 200.000 Besuchern pro Jahr werden über 300 Filme gezeigt.

## Geschichte
Das erste Festival fand im September 1996 statt und war das erste internationale Filmfestival in Korea. Es wurden 173 Filme aus 31 Ländern gezeigt. Seitdem wurde das Festival jährlich veranstaltet und steigerte die Anzahl der Filme kontinuierlich auf 307 aus 37 Ländern im Jahr 2005. Das Festivalmotto lautet: „The World’s Most Energetic Film Festival.“
Der Hauptpreis des internationalen Wettbewerbs ist der New Currents Award für den besten neuen Film eines asiatischen Regisseurs. Er ist mit 30.000 US-Dollar dotiert. Das Festival ist beim Filmproduzentenverband FIAPF als internationales Filmfestival mit spezialisiertem Wettbewerb akkreditiert, wobei sich diese Spezialisierung auf neue asiatische Filme bezieht. Der Korean Cinema Award hingegen geht nicht etwa an einen koreanischen Regisseur, sondern an nicht-koreanische Personen, die sich um die Förderung des koreanischen Films im Ausland verdient gemacht haben. Daneben werden in Busan noch andere Auszeichnungen vergeben, darunter eine für den asiatischen Filmemacher des Jahres und der FIPRESCI-Preis.
Das Busan International Film Festival hat auch einen großen Filmmarkt für asiatische Filme. Seit 2005 findet im Rahmen des Festivals die Asian Film Academy statt, die drei Wochen lang jungen Filmschaffenden aus ganz Asien offensteht. 2005 gewann das österreichische Architekturbüro Coop Himmelb(l)au die Ausschreibung zur Errichtung des Busan Cinema Centers als neuem Festivalzentrum.
2013 hatte das Festival 217.865 Besucher. Die Wettbewerbssektion New Currents für asiatische Filme gewannen der südkoreanische Film Pascha von Ahn Seon-kyoung und der mongolischen Film Remote control. Im Rahmen des Festivals fand die viertägige Börse Asiatischer Filmmarkt statt, an der 198 Unternehmen aus 32 Ländern teilnahmen.
2014 wollte der Bürgermeister Busans, Seo Byeong-su, die Aufführung der Dokumentation The Truth Shall Not Sink with Sewol verhindern, da diese zu regierungskritisch sei. Der Film beleuchtet den Untergang der Sewol im April 2014 und die anschließenden Rettungsmaßnahmen. Die Filmindustrie reagierte mit Protesten und die Leitung wollte nicht die Identität und Autonomie des Festivals verlieren durch das Nachgeben aufgrund politischen Drucks. Letztlich wurde die Dokumentation als Eröffnungsfilm gezeigt. Allerdings erhielt das Filmfestival in den Folgejahren geringere finanzielle Unterstützung. In der Ausstrahlung der Sewol-Dokumentation liegt außerdem Ursprung einer schwarzen Liste der Regierung Park Geun-hyes, auf der linksgerichtete Künstler stehen, die keine Unterstützung mehr bekommen sollten. Die Existenz der Liste wurde 2016 im Zuge des Korruptionsskandals um die Präsidentin Park Geun-hye bekannt.
Einige Filmmacher boykottierten das Festival aufgrund des Eingreifens der Regierung. Die Jahre 2015 bis 2017 waren unruhig für das Busan International Film Festival und 2017 verstarb plötzlich der Mitbegründer und Programmplaner Kim Ji-seok. 2017 besuchte Präsident Moon Jae-in das Festival und betonte dessen Unabhängigkeit. 2018 normalisierte sich die Lage wieder und es gab keine Boykotts mehr gegen das Festival.

## New Currents Award
In der Kategorie New Currents laufen die Debütfilme oder zweiten Filme asiatischer Regisseure. Die besten Filme erhalten den New Currents Award. Der Preis ist mit 30.000 US-Dollar dotiert.
| Jahr | Film                                                     | Regie                      | Produktionsland                  |
| ---- | -------------------------------------------------------- | -------------------------- | -------------------------------- |
| 1996 | Regenwolken über Wu Shan (Wū shān yún yǔ)                | Zhang Ming                 | China                            |
| 1997 | Motel Cactus                                             | Park Ki-yong               | Südkorea                         |
| 1998 | Unknown Pleasures (Xiao Wu)                              | Jia Zhangke                | China                            |
| 1999 | Timeless Melody                                          | Hiroshi Okuhara            | Japan                            |
| 2000 | Der Tag, an dem ich zur Frau wurde (Roozi ke zan shodam) | Marziyeh Meshkini          | Iran                             |
| 2001 | Flower Island (Kkotseom)                                 | Song Il-gon                | Südkorea                         |
| 2002 | Jealousy Is My Middle Name (Jiltuneun Na-ui Him)         | Park Chan-ok               | Südkorea                         |
| 2002 | The Rite… A Passion (Thilaadanam)                        | K.N.T. Sastry              | Indien                           |
| 2003 | The Missing                                              | Lee Kang-sheng             | Taiwan (China)                   |
| 2003 | Tiny Snowflakes                                          | Alireza Amini              | Iran                             |
| 2004 | This Charming Girl (Yeoja, Jeong-hye)                    | Lee Yun-ki                 | Südkorea                         |
| 2005 | Grain in Ear (Máng zhòng)                                | Zhang Lu                   | China                            |
| 2006 | Betelnut                                                 | Heng Yang                  | China                            |
| 2006 | Love Conquers All                                        | Tan Chui Mui               | Malaysia                         |
| 2007 | Life Track                                               | Guang Hao Jin              | China/Südkorea                   |
| 2007 | Wonderful Town                                           | Aditya Assarat             | Thailand                         |
| 2007 | Eine Blume in der Tasche                                 | Liew Seng Tat              | Malaysia                         |
| 2008 | Land of Scarecrows                                       | Roh Gyeong-tae             | Südkorea                         |
| 2008 | Naked of Defenses                                        | Masahide Ichii             | Japan                            |
| 2009 | Kick Off                                                 | Shawkat Amin Korki         | Irak/Japan                       |
| 2009 | I’m in Trouble                                           | So Sang-min                | Südkorea                         |
| 2010 | The Journals of Musan                                    | Park Jung-bum              | Südkorea                         |
| 2010 | Bleak Night (Pasukkun)                                   | Yoon Sung-hyun             | Südkorea                         |
| 2011 | Mourning                                                 | Morteza Farshbaf           | Iran                             |
| 2011 | Niño                                                     | Loy Arcenas                | Philippinen                      |
| 2012 | 36                                                       | Nawapol Thamrongrattanarit | Thailand                         |
| 2012 | Kayan                                                    | Maryam Najafi              | Libanon/Kanada                   |
| 2013 | Pascha                                                   | Ahn Sun-kyoung             | Südkorea                         |
| 2013 | Remote Control                                           | Byamba Sakhya              | Mongolei/Deutschland             |
| 2014 | End of Winter                                            | Kim Dae-hwan               | Südkorea                         |
| 2015 | Immortal                                                 | Seyed Hadi Mohaghegh       | Iran                             |
| 2015 | Walnut Tree                                              | Yerlan Nurmukhambetov      | Kasachstan                       |
| 2016 | The Donor                                                | Zang Qiwu                  | China                            |
| 2016 | Knife in the Clear Water                                 | Wang Xuebo                 | China                            |
| 2017 | After My Death                                           | Kim Ui-seok                | Südkorea                         |
| 2017 | Blockage                                                 | Mohsen Gharaei             | Iran                             |
| 2018 | Clean Up                                                 | Kwon Man-ki                | Südkorea                         |
| 2018 | Savage                                                   | Cui Siwei                  | China                            |
| 2019 | Rom                                                      | Trần Thanh Huy             | Vietnam                          |
| 2019 | Haifa Street                                             | Mohanad Hayal              | Irak/Katar                       |
| 2020 | A Balance                                                | Yujiro Harumoto            | Japan                            |
| 2020 | Three                                                    | Ruslan Pak                 | Kasachstan, Südkorea, Usbekistan |
| 2021 | Farewell, My Hometown                                    | Wang Er Zhuo               | China                            |
| 2021 | The Apartment with Two Women                             | Kim Se-in                  | Südkorea                         |
| 2022 | A Wild Roomer                                            | Lee Jeong-hong             | Südkorea                         |
| 2022 | Shivamma                                                 | Jaishankar Aryar           | Indien                           |